# Norristown
Norristown es un borough ubicado en el condado de Montgomery en el estado estadounidense de Pensilvania. En el año 2009 tenía una población de 31.989 habitantes y una densidad poblacional de 3515 personas por km². Norristown está situado a orillas del río Schuylkill y a diez kilómetros al noroeste de la ciudad de Filadelfia. Es la sede de condado del condado de Montgomery.

## Historia
Norristown se fundó en 1812 como un borough que se regía por el Borough Code de Pensilvania. Su población era entonces de aproximadamente 500 personas. Su territorio se amplió en 1853 y en 1900 había alcanzado los 22 265 habitantes; 27 875 en 1910, 32 319 en 1920 y 38 181 en 1940, lo que hizo de Norristown el borough más poblado de Pensilvania. Desde 1986, el estatus de Norristown es el de municipio y su nombre oficial "Municipality of Norristown". Se rige por una carta de autonomía que fue reformada en 2004 en referéndum.

## Geografía
Norristown se encuentra ubicado en las coordenadas 40°07′12″N 75°20′30″O / 40.12000, -75.34167.
Norristown se caracteriza por su actividad agrícola; en el pasado fue importante en la manufactura de diversos productos, como cigarros, tornillos, máquinas tejedoras, ropa interior, camisas o alfombras.

## Demografía
Según la Oficina del Censo en 2000 los ingresos medios por hogar en la localidad eran de 35 714 $ y los ingresos medios por familia eran 42 357 $. Los hombres tenían unos ingresos medios de 32 113 $ frente a los 26 746 $ para las mujeres. La renta per cápita para la localidad era de 32 737 $. Alrededor del 17.2 % de la población estaba por debajo del umbral de pobreza.